# 點斑箬鰨
點斑箬鰨為輻鰭魚綱鰈形目鰨亞目鰨科的其中一種，為熱帶魚類，分布於東大西洋茅利塔尼亞至安哥拉半鹹水域、海域，棲息深度可達60公尺，體長可達40公分，棲息在沙泥底質底層水域，生活習性不明，可做為食用魚。

## 扩展阅读
維基物種上的相關：點斑箬鰨